# جان آدسهد
جان آدسهِد (انگلیسی: John Adshead؛ زادهٔ ۲۷ مارس ۱۹۴۲) بازیکن فوتبال انگلیسی‌تبار اهل نیوزیلند بود.
از باشگاه‌هایی که در آن بازی کرده‌است می‌توان به باشگاه فوتبال اکستر سیتی اشاره کرد.